# Campeonato Armênio de Futebol - Segunda Divisão
A Armenian First League (2ª Divisão) (armênio: Հայաստանի Բարձրագույն Խումբ; língua portuguesa: Primeira Liga Armênia 2ª Divisão) é atualmente a competição de futebol de segundo nível na Armênia. A competição existe principalmente para os times reservas de vários clubes da Armenian Premier League, no entanto, equipes em ascensão também participam da competição para adquirir uma promoção.

## Clubes (2020–21)
| Clube               | Localização | Estádio                                       | Capacidade |
| ------------------- | ----------- | --------------------------------------------- | ---------- |
| BKMA Yerevan        | Erevã       | Estádio da Academia de Futebol de Valarsapate | 300        |
| Ararat-2            | Erevã       | Estádio Republicano                           | 14.403     |
| Ararat-Armenia-2    | Erevã       | Estádio da Academia de Erevã de Futebol       | 1.500      |
| Sevan               | Erevã       | Estádio da Academia de Erevã de Futebol       | 1.500      |
| FC West Armenia     | Erevã       | Estádio Mika                                  | 7.250      |
| Lernayin Artsakh FC | Goris       | Estádio Alasquerta                            | 6.850      |
| Pyunik-2            | Erevã       | Estádio Republicano                           | 14.403     |
| Shirak-2            | Guiumri     | Estádio Municipal de Guiumri                  | 4.500      |
| Urartu-2            | Erevã       | Estádio Urartu                                | 4.860      |
| Noravank            | Erevã       | Estádio Municipal de Charentsavan             | 5.000      |

## Campeões da 2ª Divisão
| #   | Ano     | Campeão             | Vice-campeão                 |
| 1.  | 1992    | Ararat-2            | Shirak-2                     |
| 2.  | 1993    | Zvartnots Lori      | FC Dvin Artashat Aznavour FC |
| 3.  | 1994    | Shirak-2            | Mika                         |
| 4.  | 1995–96 | Arabkir FC          | BKMA Yerevan                 |
| 5.  | 1996–97 | FC Dvin Artashat    | Lori                         |
| 6.  | 1997    | Shirak-2            | FC Spitak                    |
| 7.  | 1998    | Zvartnots           | Lori                         |
| 8.  | 1999    | Dinamo Yerevan      | Mika                         |
| 9.  | 2000    | FC Armenicum        | Lernayin Artsakh FC          |
| 10. | 2001    | FC Malatia          | FIMA Yerevan                 |
| 11. | 2002    | Armavir             | Araks                        |
| 12. | 2003    | Kilikia             | FC Vagharshapat              |
| 13. | 2004    | Pyunik-2            | Lernayin Artsakh FC          |
| 14. | 2005    | Pyunik-2            | Ararat-2                     |
| 15. | 2006    | Pyunik-2            | Lernayin Artsakh FC          |
| 16. | 2007    | Pyunik-2            | Mika-2                       |
| 17. | 2008    | Ulisses-2           | Pyunik-2                     |
| 18. | 2009    | Impuls              | Ulisses-2                    |
| 19. | 2010    | Ararat              | Urartu-2                     |
| 20. | 2011    | Ulisses-2           | Mika-2                       |
| 21. | 2012–13 | Alashkert           | Pyunik-2                     |
| 22. | 2013–14 | Urartu-2            | Alashkert-2                  |
| 23. | 2014–15 | Alashkert-2         | Urartu-2                     |
| 24. | 2015–16 | Alashkert-2         | Mika-2                       |
| 25. | 2016–17 | Urartu-2            | Pyunik-2                     |
| 26. | 2017–18 | Lori                | Noah                         |
| 27. | 2018–19 | Sevan               | FC Yerevan                   |
| 28. | 2019–20 | FC Van              | Lokomotiv Yerevan            |
| 29. | 2020–21 | Sevan               | BKMA Yerevan                 |
| 30. | 2021–22 | Lernayin Artsakh FC | Shirak                       |
| 31. | 2022–23 | FC West Armenia     | Gandzasar                    |
| 32. | 2023–24 | Gandzasar           | BKMA-2                       |
| 33. | 2024–25 | Em disputa          | Em disputa                   |

## Outros Campeonatos Armênios
- Campeonato Armênio de Futebol
- Copa Independência da Armênia
- Supercopa da Armênia

## Ligações Externas
Perfil na Fifa.com